# Hermann Amandus Schwarz
Hermann Amandus Schwarz (Hermsdorf (Silezië, tegenwoordig gelegen in Polen), 25 januari 1843 – Berlijn, 30  november 1921) was een Duits wiskundige. 
Schwarz studeerde aanvankelijk scheikunde in Berlijn, maar ging op aanraden van Kummer en Weierstrass over op wiskunde. Hij huwde een van de dochters van Ernst Kummer. Tussen 1867 en 1869 was hij hoogleraar aan de Universiteit van Halle, vervolgens aan de Technische hogeschool van Zürich, daarna  sinds 1875 aan de Universiteit van Göttingen en ten slotte vanaf 1892 aan de Humboldt Universiteit in Berlijn, waar hij Weierstrass opvolgde. Een van zijn leerlingen in Berlijn was Ernst Zermelo
Schwarz hield zich in het bijzonder bezig met functietheorie, differentiaalmeetkunde en variatierekening. Hij verbeterde onder andere het bewijs van de afbeeldingstelling van Riemann.
Naar hem zijn onder andere de ongelijkheid van Cauchy-Schwarz, het lemma van Schwarz en de stelling van Schwarz genoemd.